# CZ 50/CZ 70

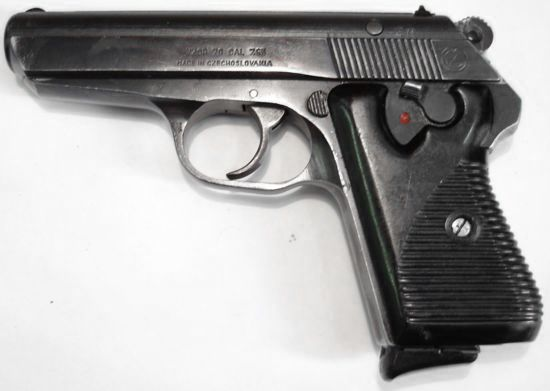
Le CZ vz. 50

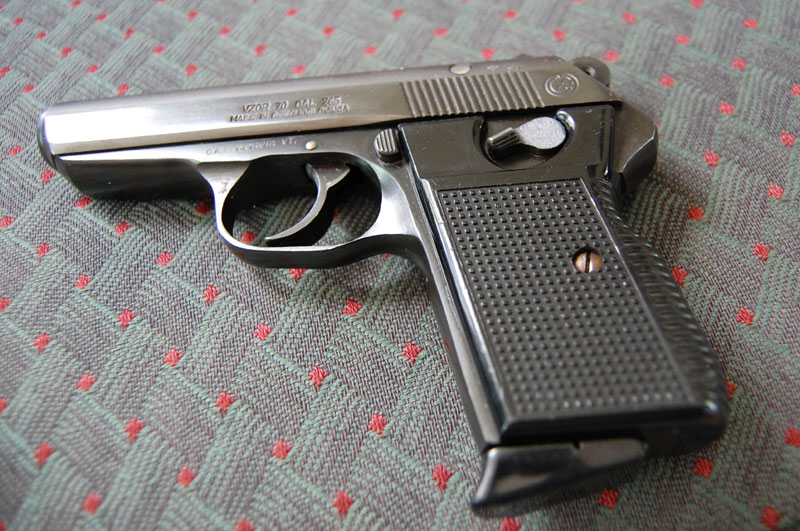
Le CZ vz. 70

Le pistolet semi-automatique Vz (pour Vzor=Modèle) 1950 fut en service dans la police tchécoslovaque des années 1950 au début des années 1980. Il fut exporté sur le marché civil d'Europe occidentale sous le nom de CZ 50. L'ergonomie de cette variante pour le marché de la défense personnelle fut légèrement modifié vers 1970 pour devenir le CZ 70 dont la production s'acheva vers 1982.

## Description
C'est une variante du Walther PP dont il reprend la forme générale et les dimensions comme la masse. Il en diffère par l'emplacement du levier de sécurité et la forme du chien. Comme son modèle, il tire en double action et sa visée est fixe. Son canon est long de 9,6 cm.

## Données numériques du CZ 50
- Longueur : 17 cm
- Masse : 680 g
- Chargeur : 8 coups de 7,65 mm Browning.

## Données numériques du CZ 70
- Longueur : 17 cm
- Masse : 705 g
- Chargeur : 8 coups de 7,65 mm Browning.

## Diffusion
En plus des policiers tchécoslovaques, ce petit pistolet arma ceux de Cuba. Les Vz. 50/70 furent fournis à plusieurs groupes terroristes. 
En 1982, les FARL utilisèrent des CZ-50 lors  l'assassinat de Charles R. Ray (en), attaché militaire américain à Paris (le 18 janvier 1982) et Yacov Barsimentov, diplomate israélien (le 3 avril); de même que Georges Ibrahim Abdallah en détenait un lors de son arrestation.